# Angianthula bargmannae
Espèce
Angianthula bargmannae est une espèce de cnidaires de la famille des Botrucnidiferidae.

## Systématique
Le nom valide complet (avec auteur) de ce taxon est Angianthula bargmannae Leloup, 1964.